# 小沼川
小沼川（こぬまがわ）は、北海道札幌市白石区にかつて存在した石狩川水系月寒川支流の河川である。

## 流路
白石区内の菊水付近にあった泉に源を発し、国道12号をくぐり、豊平川と望月寒川の間を北東方向へ平行に流れる。最終的に、逆川（旧月寒川）に合流する。

## 歴史
札幌市は豊平川が形成した広大な扇状地の上に築かれた街である。昭和初期までは、扇状地の末端に当たる海抜20ｍ付近にアイヌ語で「メㇺ」と呼ばれるいくつもの湧水池、メㇺを水源とする小河川が存在した。それらの例が中央区のサクシュコトニ川、北海道大学植物園や北海道知事公館の湧水、セロンペツ川である。小沼川も同様に扇状地を水源とする小河川であった。
江戸時代後期まで、豊平川は現在の伏篭川（ふしこがわ）の流路をたどって北に流れ、琴似川（旧琴似川）と合流した末に現在の札幌市北区篠路で石狩川に注いでいた。一方で小沼川は現在の白石区菊水付近の湧水を水源として北東に流れ、月寒川、厚別川、野津幌川を合わせた末に現在の江別市対雁(ついしかり)で石狩川に注いでいた。小沼川は当時の和人に「ツイシカリ川」と記録され、アイヌ語でサッ・ポロ・ペッ（乾いた大きな川）と呼ばれた豊平川とは別の水系であった。
だが寛政年間（1800年頃）の大洪水によって豊平川は流路を北東に転じ、小沼川水系に流れ込む。以降の豊平川は小沼川の流路をそのまま下流部として石狩川に至り、それ以前の豊平川下流は「フㇱコ・サッポロ・ペッ」（古いサッポロ川）と呼び習わされた。これが伏篭川の名称由来である。幕末期に付近を訪れた探検家の松浦武四郎は対雁の地からツイシカリ川（豊平川）を遡り、厚別川や野津幌川の合流点を確認した末に、「小沼川」の水源である「ツイシカリメム」（ツイシカリの湧水池）と、「チカフセトシメム」（鳥の巣のある湧水池）の、2か所のメㇺを確認している（表記は原文ママ）。
明治以降の開拓の歴史の中で、豊平川流域は北海道の首府・札幌として開発され、豊平川も治水の一環として昭和16年（1941年）に東区雁来町と中沼町を結ぶ新流路が開削・通水され、対雁に注ぐ従来の流路と切り離された。さらに戦後に札幌市の市街化が進むにつれて地下水位が低下し、市内のメㇺは軒並み枯渇していった。小沼川の水源である「トイシカラメㇺ」も同様に枯れて埋め立てられ、跡地には昭和28年（1953年）に札幌東高校の新校舎が立てられた。小沼川の川筋もすべて埋め立てられ、令和初期の現在では跡地を通る遊歩道と函館本線に架けられた鉄橋で川の名残をうかがうのみである。